# Liste der Monuments historiques in Meroux-Moval
Die Liste der Monuments historiques in Meroux-Moval führt die Monuments historiques in der französischen Gemeinde Meroux-Moval auf.

## Liste der Bauwerke
| Bezeichnung        | Beschreibung | Standort | Kennzeichnung | Schutzstatus | Datum | Bild           |
| ------------------ | ------------ | -------- | ------------- | ------------ | ----- | -------------- |
| Befestigungsanlage | Erbaut 1906  | (Lage)   | PA00135352    | Inscrit      | 1995  | weitere Bilder |